# Irmãs Soong

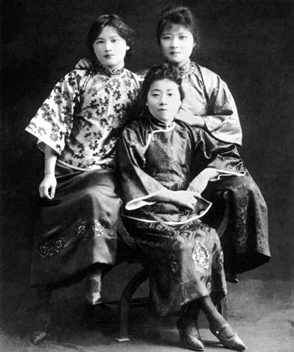
Uma fotografia das três irmãs Soong juntas.

As irmãs Soong (chinês tradicional: 宋家姐妹, pinyin: Sòngjiā Jiěmèi, ou 宋氏三姐妹) foram três mulheres chinesas Hacá que foram, juntamente com seus maridos, as figuras políticas mais importantes da China no início do século XX. Cada uma teve um papel importante em influenciar seus maridos, o que, juntamente com as suas próprias posições de poder, em última análise, mudaram o curso da história chinesa.
O pai delas foi Charlie Soong, um pastor metodista educado nos Estados Unidos, que fez fortuna como bancário e impressor. A mãe delas foi Ni Kwei-tseng (倪桂珍 Ní Guìzhēn); cuja mãe, Lady Xu, foi descendente do matemático e jesuíta Xu Guangqi da dinastia Ming.  As três irmãs frequentaram o Wesleyan College, em Macon, Georgia, Estados Unidos. Mei-ling, no entanto, deixou Wesleyan College e, finalmente, se formou no Wellesley College em Wellesley, Massachusetts. Seus três irmãos foram todos os oficiais de alto escalão do governo da República da China, um dos quais era T. V. Soong.

## História

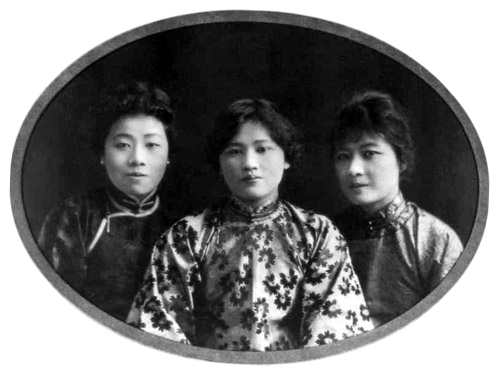
As irmãs Soong em sua juventude.

Ao longo de suas vidas, cada uma das irmãs seguiu a sua própria convicção em termos de apoiar o Kuomintang (KMT) ou o Partido Comunista da China. Na década de 1930, Soong Ai-ling e sua irmã Mei-ling foram as duas mulheres mais ricas da China na época. As duas apoiaram os nacionalistas.
Em 1937, quando a Segunda Guerra Sino-Japonesa eclodiu, as três se uniram depois de uma separação 10 anos, em um esforço para unir o KMT e o PCC contra o Exército Imperial Japonês. Soong Ai-ling dedicou-se ao trabalho social, como ajudar os soldados feridos, refugiados e órfãos. Ela doou cinco ambulâncias e 37 caminhões para o exército e a força aérea em Xangai, juntamente com 500 uniformes de couro.

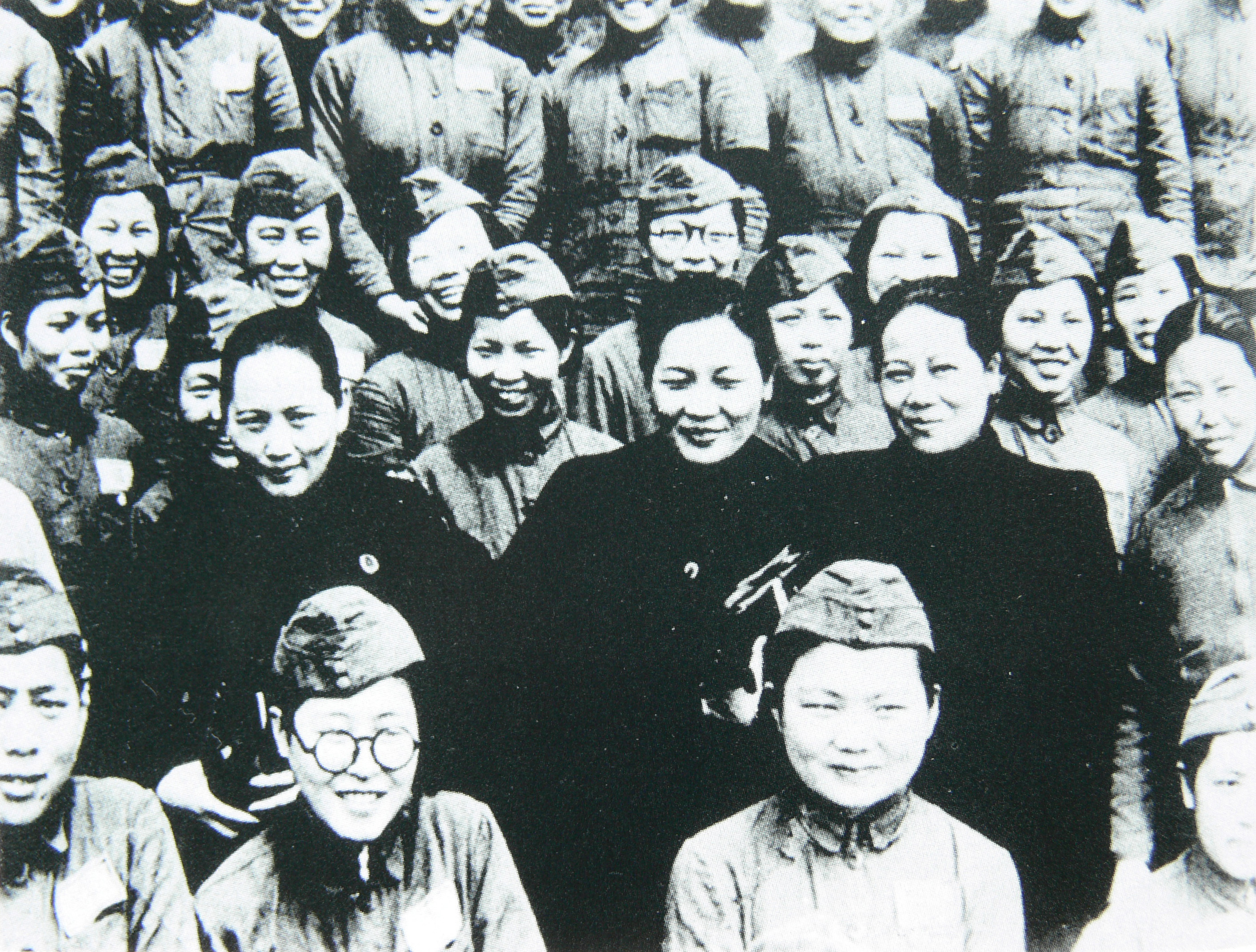
As irmãs Soong visitando as mulheres dos soldados nacionalistas.

Quando os japoneses ocuparam Nanjing e Wuhan, as três irmãs se mudaram para Hong Kong. Em 1940, elas voltaram para Chongqing e estabeleceram as cooperativas industriais chinesas, que abriram oportunidades de emprego para as pessoas através de tecelagem, costura e outros ofícios. As irmãs frequentemente visitavam escolas, hospitais, orfanatos, abrigos antiaéreos e comunidades devastadas pela guerra ajudando-as ao longo do caminho. Embora ambos os partidos não conseguiram unir-se no momento mais crítico na década de 1940, as irmãs fizeram um grande esforço no financiamento e assistência de todas as atividades nacionais.

## As três irmãs
| Nome ocidental   | Nome chinês                                                                  | Descrição |
| ---------------- | ---------------------------------------------------------------------------- | --- |
| Soong Ai-ling    | chinês simplificado: 宋蔼龄 chinês tradicional: 宋藹齡 Pinyin: Sòng Ǎilíng   | A irmã mais velha (1890-1973). Foi casada com o homem mais rico e ministro das Finanças da China, H. H. Kung. |
| Soong Ching-ling | chinês simplificado: 宋庆龄 chinês tradicional: 宋慶齡 Pinyin: Sòng Qìnglíng | A irmã do meio (1893-1981). Foi casada com Sun Yat-sen, Pai da China Moderna e primeiro presidente da República da China, no Japão, em 25 de outubro de 1915. Mais tarde, ela rompeu com sua família e apoiou os comunistas, mantendo-se no continente após o controle comunista. Tornou-se presidente conjunta da República Popular da China, com Dong Biwu entre 1968 e 1972 e presidente honorária em 1981, pouco antes de sua morte. |
| Soong May-ling   | chinês simplificado: 宋美龄 chinês tradicional: 宋美齡 Pinyin: Sòng Měilíng  | A irmã mais nova (1898-2003). Era uma líder política proeminente por seus próprios méritos, esposa e parceira no poder de Chiang Kai-shek, o líder do Kuomintang (KMT), Generalíssimo dos exércitos chineses e mais tarde Presidente da República da China. |

Seus casamentos e supostas motivações foram resumidos no ditado maoísta "uma amava o dinheiro, uma amava o poder, uma amava o seu país" (chinês: 一個愛錢、一個愛權、一個愛國, pinyin: Yīgè ài qián, yīgè ài quán, yīgè àiguó) referindo-se a Ai-ling, May-ling, e Ching-ling nessa ordem.

## Materiais de referência
- The Soong Sisters, filme premiado de Hong Kong de 1997, retratando a vida das irmãs.
- The Soong Sisters, um livro de 1941 por Emily Hahn.
- The Soong Dynasty, um livro de 1985 por Sterling Seagrave, ISBN 978-0-283-99238-4.